# Vorwohle
Vorwohle ist ein Ortsteil der niedersächsischen Gemeinde Eimen im Landkreis Holzminden. Er liegt nordwestlich des Kernortes Eimen an der B 64. Nordwestlich erstreckt sich das 10,6 ha große Naturschutzgebiet Kleyberg.

## Geschichte

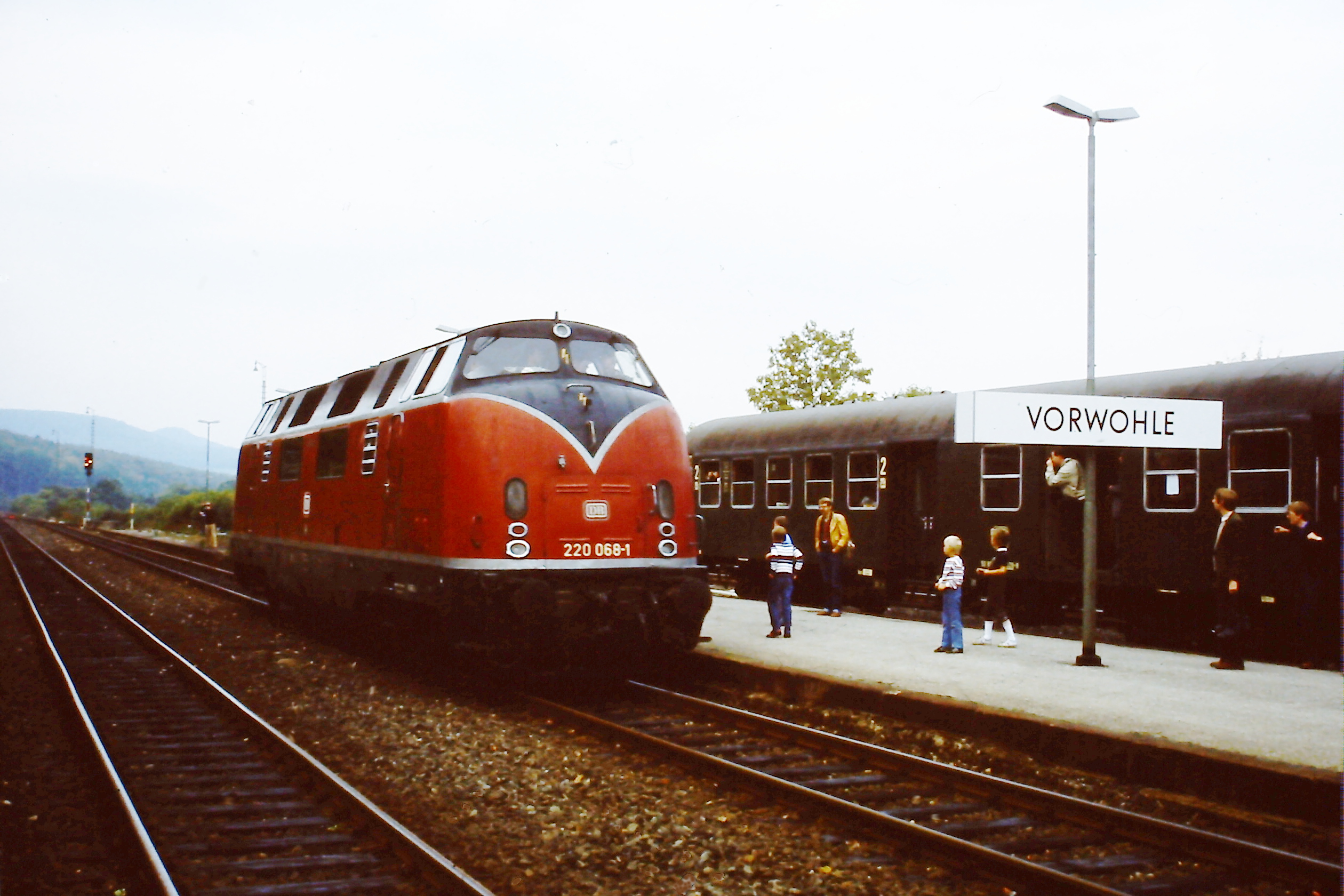
Bahnhof Vorwohle, 1982

Der Ort gehörte kirchlich zum Archidiakonat Einbeck bis zu dessen Auflösung.
Ab 1864 betrieben Dietrich Heinrich Henning und August Egestorff, Mitbegründer der Egestorffschen Ultramarinfabrik, hier im Tagebau eine Grube zum Abbau von Asphalt, der sich u. a. aus Asphaltbitumen und kohlensaurem Kalk zusammensetzte.
1871 wurde der Betrieb an das von Richard Lattorf geführte englische Unternehmen The United Limmer-Vorwohle Rock Asphalte-Company (Englische Asphalt genannt) verkauft. 1905 wurde das Unternehmen auf Deutsche Naturasphalt umfirmiert. Das Werk wurde 1956 von der Deutschen Asphalt übernommen. Die Grube wird mangels Ergiebigkeit nicht mehr betrieben.
Godhard Prüssing stellte 1882 in Vorwohle erstmals Portlandhüttenzement her.
Ab 1900 hatte der etwa zwei Kilometer außerhalb liegende Bahnhof Vorwohle Bedeutung als Trennungsbahnhof für die in diesem Jahr eröffnete Bahnstrecke Vorwohle–Emmerthal.
Während der Zeit des Nationalsozialismus bestand bei Vorwohle das Arbeitslager Lenne für Zwangsarbeit. Dort verstarb unter anderem der Metallurge und Physiker Benno Strauß (1873–1944).

## Religion
Die Kirchengemeinde Vorwohle-Mainzholzen gehört zum Kirchenkreis Holzminden-Bodenwerder. Die Nicolaikirche ersetzte 1893 den 1891 abgerissenen romanischen Vorgängerbau. Der Bauplan stammte von Ernst Wiehe.